# Candy Stripers
Candy Stripers è un film film pornografico statunitense del 1978 diretto da Bob Chinn.

## Trama
È l'ultimo giorno di lavoro per la volontaria dell'ospedale Sharon. Quando i volontari si riuniscono all'inizio della giornata, la responsabile del gruppo, Sarge, nota che Sharon è assente. Cercandola, la trova mentre pratica del sesso orale a un dottore e la riporta al lavoro. Mentre i volontari svolgono i loro compiti, hanno vari incontri sessuali con i pazienti e il personale dell'ospedale. Alla fine della giornata, il personale e i pazienti organizzano una festa per la partenza di Sharon. Vi partecipa anche Sarge. Quando Sharon la affronta definendola una "puritana", Sarge reagisce tirandosi su il vestito e costringendo Sharon a darle piacere. La festa si trasforma subito in un'orgia di gruppo.

## Produzione
Richard Pacheco fece il suo esordio sugli schermi con questo film. L'ansia della prima volta gli fece scoppiare un'orticaria. Durante la sua scena di sesso con Nancy Hoffman ebbe grandi difficoltà a mantenere l'erezione.

## Accoglienza
Nel 1989 Candy Stripers è stato introdotto nella X-Rated Critics Organization Hall of Fame. La rivista Screw definì Candy Stripers "il miglior film di sesso del 1978". Nel luglio 2008 la Terminal Press ha pubblicato una versione a fumetti del film in tiratura limitata, scritta da Brian Ferrara.

## Scene eliminate
Candy Stripers include due scene di una pratica di sesso estremo detta "fisting", che furono tagliate da alcune versioni del film. Le scene incriminate sono omesse nell'edizione in formato DVD, ma sono comunque disponibili come contenuto speciale nascosto.

## Serie
- Candy Stripers 2 (1985)
- Candy Stripers 3 (1986)
- Candy Stripers 4 (1990)
- Candy Stripers 5: The New Generation (1999)